# Do Oiapoque a Nova York
Do Oiapoque a Nova York é o primeiro álbum de estúdio lançado pelo rapper Renegado, em 2008. O CD pode ser ouvido na íntegra no site do rapper. Com este trabalho, Renegado venceu o Prêmio Hutuz. nas categorias Artista Revelação e Melhor site de grupo de rap.

## Faixas
1. Do Oiapoque a Nova York
2. Renegado
3. Meu Canto
4. A Coisa é Seria
5. Mil Grau
6. Por Amor
7. Sei Quem ta Comigo
8. Bênção
9. Conexão Alto Vera Cruz
10. Rebelde Soul
11. Santo Errado
12. Rola o Beat
13. Vera